# إيليزا كالفرت هال
إيليزا كالفرت هال (بالإنجليزية: Eliza Calvert Hall)‏ هي سفرجات وكاتِبة أمريكية، ولدت في 11 فبراير 1856 في بولينغ غرين في الولايات المتحدة، وتوفيت في 3 ديسمبر 1935 في ويتشيتا فولز في الولايات المتحدة.